# 武装党卫队第1要塞团
武装党卫队第1要塞团（德語：SS-Festungs-Regiment 1）是1945年2月蘇聯红军开始围攻布雷斯劳（布雷斯劳围城战）時，为防御城市，武装党卫队组建的临时部队。该团在战役期间曾与蘇聯红军进行过逐屋争夺，他们一共坚持了82天。最终随着布雷斯劳围城战的结束，该团与其他布雷斯劳守军于1945年5月6日投降。